# Chợ Banlung

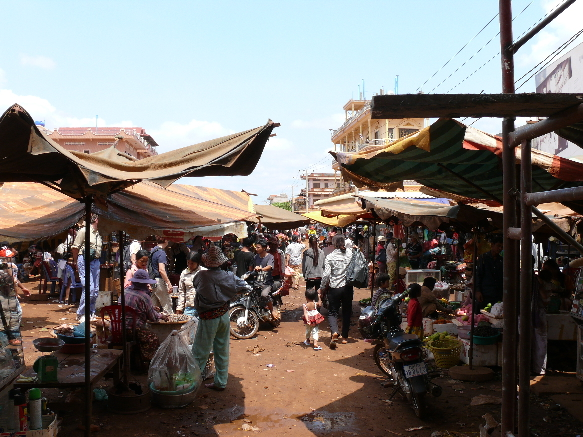
Chợ ở Banlung

Chợ Banlung - thành phố Ban Lung thuộc tỉnh Ratanakiri - Đông Bắc Campuchia là một ngôi chợ bình thường và là ngôi chợ tương đối nhỏ, bán các mặt hàng tiêu dùng cho người dân địa phương và có một cửa hàng bán đồ lưu niệm trước cổng chợ, còn các quầy hàng thức ăn chỉ dựng lên vào buổi tối. Các cửa hàng bán đồ giải khát gần tượng đài trung tâm có bán hầu hết những thứ mà du khách cần như nước giải khát, nước khoáng, bia, rượu, các vật dụng vệ sinh cá nhân, ăn điểm tâm, đồ lưu niệm...Tuy nhiên, chợ bán mặt hàng nổi tiếng nhất chính là mặt hàng mỹ nghệ và đá quý.

## Đồ đá quý và mỹ nghệ
Đá quý loại vừa, đồ thủ công mỹ nghệ Khmer Loeu, và đồ tạo tác là những mặt hàng lưu niệm chính ở Banlung. Đồ thủ công mỹ nghệ của Banlung rất đáng tin cậy - vừa để cho người dân địa phương sử dụng vừa để bán hàng lưu niệm ở chợ - giỏ đeo có quai sau, vải, lọ đựng nước bằng bầu, cồng chiêng... Đây là những mặt hàng lưu niệm được thực hiện bằng tay và là những mặt hàng khá sắc sảo mang đậm tính địa phương vùng dân tộc thiếu số. Một số cửa hàng bán các mặt hàng này đều lấy nguồn từ các bản làng do chính các bộ lạc làm nên.Có một cửa hàng lưu niệm trong trung tâm thành phố là cửa hàng đầu tiên trong dãy hàng trước chợ Banlung. Các cửa hiệu bán đá quý và nước giải khát nằm ở góc đường kế tượng đài trung tâm có bán một số hàng lưu niệm, đặc biệt là lọ đựng nước bằng bầu và giỏ đeo. Terres Rouges Lodge vừa khai trương một cửa hàng bán đồ lưu niệm bán đồ thủ công mỹ nghệ và lụa Campuchia.
Đá quý loại vừa được khai thác ở tỉnh Ratanakiri (chủ yếu là ametit-thạch anh tím, zircon, peridot, obsidian) sau đó được cắt và đánh bóng tại Banlung và đem bán. Các cửa hiệu cắt và bán lẻ đá quý nằm rải rác trên đường chính, khu vực xung quanh chợ, và một dãy các cửa hiệu gần tượng đài trung tâm. Bạn có thể tìm thấy các cửa hiệu này nếu để ý các cửa hàng có hàng trưng bày trong các tủ kính và có các bóng đèn vàng.